# Schopfwürmer
Die Schopfwürmer (Terebellidae) sind eine artenreiche Familie oft großer und auffälliger Vielborster (Polychaeta), die in Meeren weltweit entweder schleimröhrenbildend oder ohne Röhre im Sediment zu finden sind.

## Merkmale
Die meist Röhren aus Schleim und Sediment bauenden Schopfwürmer haben typischerweise einen robusten Körper mit zahlreichen nicht rückziehbaren buccalen Tentakeln. Dorsal an ihren vorderen Segmenten sitzen verzweigte oder einfache Kiemen, die allerdings bei den nackt im Sediment lebenden, nicht röhrenbauenden Arten fehlen. Letztere besitzen zudem eine ausgedehnte Tentakularmembran. Das Peristomium der Terebellidae ist sowohl mit dem reduzierten Prostomium (Kopflappen, an dessen hinterer Kante) als auch mit dem ersten Körpersegment verschmolzen und ragt unter dem Prostomium in Form einer erweiterten Oberlippe hervor. Die buccalen Tentakeln sitzen am Vereinigungspunkt zwischen Prostomium und Peristomium. Ventral liegt ein nicht ausstülpbares Buccalorgan. Die meisten Arten der Terebellidae haben Nuchalorgane. Die Längsmuskeln des Hautmuskelschlauches sind in Bündeln angeordnet. Während das erste, mit dem Kopf verschmolzene Segment weder Parapodien noch Borsten trägt, haben sie bei den nachfolgenden Segmenten meist eine charakteristische, sich über die vielen Segmente ändernde Form. Die Parapodien sind meist gegabelt, fehlen allerdings bei manchen Arten, so in der Gattung Hauchiella. Die zylindrischen Notopodien sind schlank oder auch abgeschnitten und bei vielen Arten nur an den hinteren Segmenten vorhanden. Die Neuropodien sind als Torus ausgebildet, können aber auch fehlen. Epidermispapillen und Pygidialcirren fehlen. Sämtliche Segmente besitzen Mixonephridien mit einem einfachen Ausscheidungskanal, der bei den hinteren Segmenten gleichzeitig als Ausgang für die Gameten dient. Borsten (Chaetae) sind fast immer vorhanden und haben oft eine für die Art charakteristische Gestalt, während Aciculae fehlen.
Die Vielborster der Familie Terebellidae haben je nach Art bis über 300 Segmente, deren Anzahl mit steigendem Alter des Wurms zunimmt. Die Tiere werden zwischen 1 bis 2 mm und 30 cm lang. Insbesondere viele der kiemenlosen, röhrenlosen Amphitritinae sind klein. Der segmentierte Körper kann in Thorax und Abdomen gegliedert sein – so bei Arten, die Notochaetae nur an den vorderen Segmenten haben – oder auch keine größeren Abschnitte besitzen. Die verschiedenen Strukturen am Kopf und die Seitenlappen sind hochgradig beweglich.
Der Darmkanal besteht aus einem langen, engen Oesophagus, einem weiten, dünnwandigen Vordermagen und einem muskulösen Hintermagen. Die Terebellidae haben ein hoch entwickeltes geschlossenes Blutgefäßsystem, bei dem ein Abschnitt des Rückengefäßes oberhalb des Oesophagus als zylindrisches Herz ausgebildet ist. Neben der Herztätigkeit sorgen allgemeine Muskelbewegungen für die Blutzirkulation. Stark durchblutet sind – soweit vorhanden – insbesondere die Kiemen und die Seitenlappen. Zur Bindung des Sauerstoffs dienen als Blutfarbstoff meist Hämoglobine, bei manchen Arten wie in der Unterfamilie Thelepodinae dagegen Chlorocruorine, die frei im Blut gelöst und nicht an Blutkörperchen gebunden sind. Hämoglobine gibt es bei manchen Arten auch in Zellen der Coelomflüssigkeit, allerdings mit einem anderen Molekülaufbau und einer höheren Sauerstoffaffinität, was ein Überleben in sauerstoffärmerer Umgebung ermöglicht.
Weibchen und Männchen sind bei den Terebellidae gleich groß und nur während der Paarung anhand ihrer unterschiedlich gefärbten Gameten zu unterscheiden, so dass die Weibchen oft rosa bis grünlich und die Männchen kremfarben erscheinen. Das gametenbildende Gewebe wird flickenweise vom Epithel abgestoßen und lässt die Keimzellen durch die Reifeteilungen in der Leibeshöhle entstehen. Die reifen Gameten werden über die Mixonephridien nach außen entlassen, wo die Befruchtung im Meerwasser stattfindet. Die Entwicklung nach der Befruchtung läuft je nach Art in verschiedener Weise ab. Bei vielen Arten gibt es Larven, die sich frei schwimmend und vom Dotter ernährt mehrere Tage als Plankton leben und dann zu kriechenden Würmern metamorphosieren, während bei anderen Arten die Entwicklung in der Gallerte des Eigeleges direkt ohne frei schwimmendes Larvenstadium erfolgt. Manche Arten brüten ihre Eier aus, wobei auch entweder Larven oder fertige Würmer schlüpfen. Ungeschlechtliche Fortpflanzung ist bei den Terebellidae nicht beobachtet worden.
Die Terebellidae ernähren sich von Detritus und Kleinstlebewesen, indem sie mit ihren nicht rückziehbaren Tentakeln die Nahrungspartikel vom Substrat abweiden.

## Einige Beispielarten
Eine sehr weit verbreitete, von der Nordsee bis an die Küsten Australiens zu findende Art ist der bis zu 30 cm lange Bäumchenröhrenwurm (Lanice conchilega) mit bis zu 300 Segmenten, bei dem es sich um die größte Art der Familie handelt. In der Nordsee in Felsspalten der mittleren Gezeitenzone lebt auch die kleine Art Terebella lapidaria, die mithilfe ihres in Blutkörperchen der Coelomflüssigkeit befindlichen Hämoglobins, das Sauerstoff wesentlich stärker bindet als das im Blutplasma der Blutgefäße gelöste Hämoglobin, die sauerstoffarmen Zeiten der Ebbe übersteht.

## Gattungen
Die Familie Terebellidae wird in 50 Gattungen unterteilt:
- Amphitrite Müller, 1771
- Amphitritides Augener, 1922
- Arranooba Hutchings & Glasby, 1988
- Artacama Malmgren, 1866
- Articulatia Nogueira, Hutchings & Amaral, 2003
- Axionice Malmgren, 1866
- Baffinia Wesenberg-Lund, 1950
- Bathya Saint-Joseph, 1894
- Betapista Banse, 1980
- Colymmatops Peters, 1855
- Eupistella Chamberlin, 1919
- Eupolymnia Verrill, 1900
- Hadrachaeta Hutchings, 1977
- Hutchingsiella Londoño-Mesa, 2003
- Lanassa Malmgren, 1866
- Lanice Malmgren, 1866
- Lanicides Hessle, 1917
- Lanicola Hartmann-Schröder, 1986
- Laphania Malmgren, 1866
- Leaena Malmgren, 1866
- Loimia Malmgren, 1866
- Longicarpus Hutchings & Murray, 1984
- Morgana Nogueira & Amaral, 2001
- Neoamphitrite Hessle, 1917
- Neoleprea Hessle, 1917
- Nicolea Malmgren, 1866
- Opisthopista Caullery, 1944
- Paralanice Caullery, 1944
- Paramphitrite Holthe, 1976
- Paraxionice Fauchald, 1972
- Phisidia Saint-Joseph, 1894
- Pista Malmgren, 1866
- Pistella Hartmann-Schröder, 1996
- Polymniella Verrill, 1900
- Proclea Saint-Joseph, 1894
- Pseudopista Hutchings & Smith, 1997
- Pseudoproclea Hutchings & Glasby, 1990
- Ramex Hartman, 1944
- Reteterebella Hartman, 1963
- Scionella Moore, 1903
- Scionides Chamberlin, 1919
- Spinosphaera Hessle, 1917
- Spiroverma Uchida, 1968
- Stschapovella Levenstein, 1957
- Terebella Linnaeus, 1767
- Terebellanice Hartmann-Schröder, 1962
- Terebellobranchia Day, 1951
- Terebellodibranchia Misra & Chakraborty, 1990
- Tyira Hutchings, 1997
- Varanusia Nogueira, Hutchings & Carrerette, 2015